# Fire and Ice (dikt)
Fire and Ice är en dikt av Robert Frost från år 1920. Dikten behandlar världens undergång, och liknar urkraften eld med önskan, och is med hat. ” Fire  and Ice” handlar också om människans syn på hat.

## Dikt
Some say the world will end in fire,

Some say in ice.

From what I've tasted of desire

I hold with those who favor fire.

But if it had to perish twice,

I think I know enough of hate

To say that for destruction ice

Is also great

And would suffice.

Översättning till svenska:
Vissa säger att världen slutar i eld,

vissa säger i is. 

av det jag har smakat av önskan 

håller jag med dem som väljer eld. 

Men om jag skulle förgås två gånger, 

tror jag jag vet nog av hat

att säga att isen är också bra

och skulle räcka. 